# Klein Profijt
Klein Profijt is een veldkers-ooibos waarin de invloed van eb en vloed nog te merken is. Dit zoetwatergetijdengebied is gelegen langs de Oude Maas ten zuiden van Rhoon en wordt beheerd door het Zuid-Hollands Landschap. De Oude Maas is de enige resterende zoetwatergetijdenrivier in de delta van Rijn en Maas. Bij vloed dringt het zoet rivierwater via kreekjes en geulen binnen en bij eb stroomt het gebied weer leeg. Een waas van rivierslib en plantenresten blijven na iedere vloed achter in de gorzen en het ruige bos. Dit wilgenvloedbos is de oorspronkelijke begroeiing van hoge rivieroevers en platen. Sinds eind jaren zestig heeft de natuur hier steeds meer de vrije hand gekregen. Zware stormen maken er open plekken waar weer nieuw bos ontstaat. Behalve de oude eendenkooi is het gebied van ± 65 ha vrij toegankelijk. 
Tegenover dit gebied, op de linkeroever van de Oude Maas te Oud-Beijerland, bevindt zich het bezoekerscentrum "Klein Profijt". 
Er komen planten voor zoals het Zomerklokje, Bittere veldkers, Spindotterbloem en de Driekantige bies.